# ベルガモ・ライオンズ

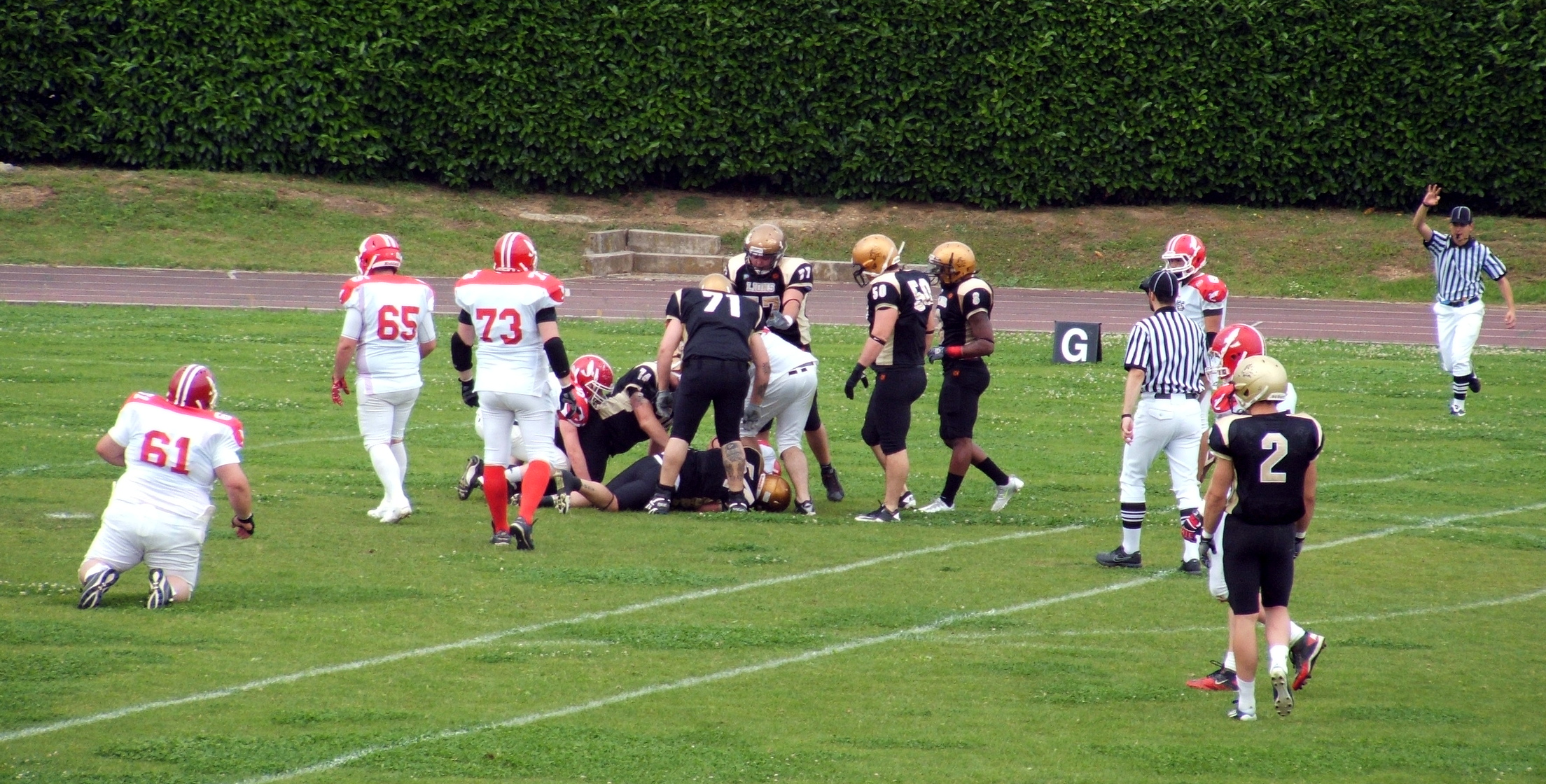
ボローニャ・ドブズとの試合、倒れているのは、ライオンズの選手

ベルガモ・ライオンズ（Bergamo Lions）は、イタリアのベルガモを本拠地とするアメリカンフットボールチーム。イタリアのセミプロリーグ、イタリアン・フットボール・リーグに所属している。
カナディアンフットボール、アメリカンフットボール選手と契約したこともあるが、大部分の選手はイタリア人選手である。
元NFLのオフェンシブラインコーチ、ブライアン・バルディンガーをコーチとして招へいしたことがある。

## 主な成績
- スーパーボウル・イタリアーノ（イタリア選手権）優勝12回（1993年、1998年-2008年）
- イタリアンボウル優勝1回（2011年）
- ユーロボウル（英語版）優勝3回（2000年-2002年）、準優勝2回（2004年、2005年）
- チャンピオンリーグ優勝1回（2000年）
- イタリアリーグ73連勝（1998年-2006年）
- ヨーロッパでの無敗記録 60連勝（1999年-2003年）